# Thenus
Thenus is een geslacht van kreeftachtigen uit de familie van de Scyllaridae.

## Soorten
- Thenus australiensis Burton & Davie, 2007
- Thenus indicus Leach, 1816
- Thenus orientalis (Lund, 1793)
- Thenus parindicus Burton & Davie, 2007
- Thenus unimaculatus Burton & Davie, 2007